# Nishesh Basavareddy
Nishesh Basavareddy (Newport Beach, 2 de mayo de 2005) es un tenista profesional estadounidense.

## Carrera profesional
A mediados de 2022 comenzó a estudiar en la Universidad de Stanford, donde también integra el equipo universitario de tenis.Basavareddy alcanzó el top 200 como n.º 199 del mundo el 30 de septiembre de 2024 tras su tercera final Challenger en el LTP Men's Open 2024, donde perdió ante Edas Butvilas.Ganó su primer título en el Challenger de Tiburón con una victoria sobre su compatriota Eliot Spizzirri.

## Títulos ATP Challenger (2; 2+0)

### Individuales (2)
| N.° | Fecha                   | Torneo                        | Superficie | Oponente en la final | Resultado   |
| --- | ----------------------- | ----------------------------- | ---------- | -------------------- | ----------- |
| 1.  | 6 de octubre de 2024    | Challenger de Tiburón         | Dura       | Eliot Spizzirri      | 6-1, 6-1    |
| 2.  | 24 de noviembre de 2024 | Challenger de Puerto Vallarta | Dura       | Liam Draxl           | 6-3, 7-6(4) |